# 長崎女子商業高等学校
長崎女子商業高等学校（ながさきじょししょうぎょうこうとうがっこう, Nagasaki Girls' Commercial High School）は、長崎県長崎市栄町にある私立の女子高等学校。

## 設置課程・学科
- 全日制課程
  - トータルビジネス科
    - 特別進学系列
    - 医療系進学系列
    - 総合進学系列
    - スーパーライセンス系列
    - キャリアデザイン系列
    - ソーシャルケア系列

## 沿革
- 1925年（大正14年）4月 - 長崎商業女学校として興福寺内に開校。
- 1926年（大正15年） - 長崎女子商業学校と改称。
- 1936年（昭和11年） - 興福寺を離れ、市内新町（現 食糧事務所）に移転。
- 1942年（昭和17年）3月27日 - 設立母体が財団法人組織となる。
- 1943年（昭和18年）4月 - 第二本科（夜間部併設）を設置。
- 1945年（昭和20年）
  - 8月9日 - 長崎への原子爆弾投下後に発生した火災の延焼で校舎が全焼。
  - 9月1日 - 長崎市立高等女学校校舎（現長崎市立桜馬場中学校の位置）を間借りして授業を再開。
- 1946年（昭和21年）4月1日 - 佐古国民学校（現長崎市立佐古小学校）校舎を間借りして授業を行う。
- 1947年（昭和22年）
  - 4月21日 - 学制改革に伴い、新制中学校を併設。
  - 10月11日 - 酒屋町56番地（現在地）に校舎が完成。
- 1948年（昭和23年）4月 - 学制改革に伴い、長崎女子商業高等学校（現校名）になる。
- 1951年（昭和26年）3月10日 - 設立母体が財団法人から学校法人長崎女子商業学園となる。
- 1955年（昭和30年）10月15日 - 創立30周年を記念し、校歌を制定。
- 1963年（昭和38年）11月1日 - 学校所在地の酒屋町56番地が住所表示変更で栄町2-10に変更。
- 1970年（昭和45年）10月15日 - 創立40周年記念事業として、校舎・屋上慰霊碑が完成。
- 1972年（昭和47年）3月 - 生徒寮が完成。
- 1975年（昭和50年）11月27日 - 3年生約700名が創立50周年を機に、文化財地域で清掃奉仕を行う。
- 1978年（昭和53年）8月 - 校庭ゴム舗装を行う。
- 1981年（昭和56年）
  - 4月1日 - 長崎女子商業学園中学校を長崎女子商業中学校に改称。
  - 6月15日 - 中国人講師を招き、中国語の課外授業が開始。
- 1982年（昭和57年）5月22日 - 琴海グラウンドが完成。
- 1983年（昭和58年）10月17日 - 中国経済視察団が来校。
- 1984年（昭和59年）1月19日 - 中国福州市第三中学と友好締結。
- 1985年（昭和60年）11月28日 - 応援歌を制定。
- 1999年（平成11年）3月31日 - 長崎女子商業中学校が募集停止。高等学校のみとなる[1]。

## 校訓
- 「誠実・勤勉・清楚」

## 校章
- 「女」の文字を模った輪郭の中央に「商」の文字。

## 校歌
- 作詞 - 富田伊都子
- 作曲 - 富永梯子
  - 3番まであり、2番に校名の「長崎女子商業」が登場する。

## 学校行事
- 1975年（昭和50年）、創立50年にあたり当時の生徒会の発案で学校周辺の文化財清掃ボランティアを開始。現在も年3回清掃活動を行っている。

## 部活動

### 運動部
- バドミントン部
- 卓球部
- テニス部
- バレーボール部
- バスケットボール部
- バトン部
- 応援部

### 文化部
- 珠算部 - 開校時から存続。各種珠算競技大会において上位実績あり。
- 電卓部
- 吹奏楽部
- 商業研究部
- ワープロ部
- 放送部
- 書道部
- コンピュータ部
- インターアクトクラブ
- 文芸部
- 英語部
- 中国語部
- 華道部
- 茶道部
- 家庭部
- 美術部
- コーラス部
- 理科部

## アクセス
- 長崎電気軌道めがね橋電停または市民会館電停下車、徒歩約4分。
- 「市役所上」・「めがね橋」・「市役所」バス停下車。